# Các lãnh thổ chưa hợp nhất của Hoa Kỳ

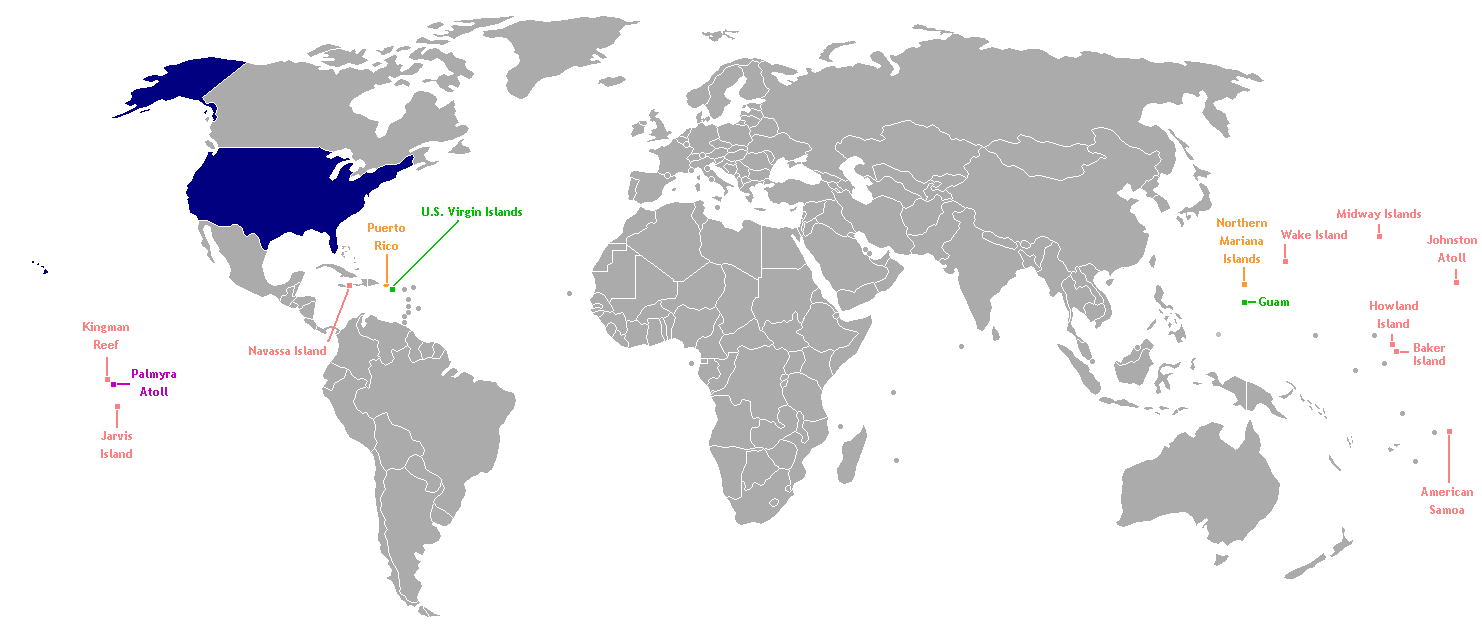
Là những vị trí các quyền pháp lý cơ bản được áp dụng nhưng thiếu vắng các quyền hiến định khác

Các lãnh thổ chưa hợp nhất (tiếng Anh: Unincorporated territories) là thuật ngữ hoa mỹ pháp lý trong luật của Hoa Kỳ để chỉ một khu vực do chính phủ Hoa Kỳ kiểm soát mà "nơi đó các quyền pháp lý cơ bản được áp dụng nhưng thiếu vắng các quyền hiến định khác". Các luật lệ hiến định chọn lọc được áp dụng rất khác nhau tùy thuộc vào các đạo luật tổ chức của Quốc hội Hoa Kỳ và các phán quyết pháp lý dựa theo thực tiễn Hiến pháp Hoa Kỳ, luật lệ và truyền thống địa phương. Tất cả năm lãnh thổ hiện đại có người sinh sống có tổ chức chính quyền nhưng chưa được hợp nhất vào Hoa Kỳ (hợp nhất có nghĩa vĩnh viễn không thể chia cắt khỏi Hoa Kỳ). Có chín lãnh thổ phụ thuộc của Hoa Kỳ không có người sinh sống trong đó chỉ có Đảo Palmyra là lãnh thổ hợp nhất của Hoa Kỳ. Xem Các lãnh thổ của Hoa Kỳ và Lãnh thổ chưa tổ chức.
Vì các lý do tiện ích về luật pháp, tất cả các lãnh thổ hiện đại có người sinh sống đang nằm dưới quyền quản lý của chính phủ liên bang có thể được xem là một phần của "Hoa Kỳ" như đã được định nghĩa trong luật chi tiết. Nhưng thuật ngữ pháp lý 
"chưa hợp nhất" đã được tạo ra để hợp thức hóa các lãnh thổ mà Hoa Kỳ thu được bằng vũ lực hay mua được vào cuối thế kỷ 19. Người dân tại các lãnh thổ này không có quyền công dân Hoa Kỳ và chính quyền của họ tại đây tạm thời cũng không được Hiến pháp Hoa Kỳ bảo vệ cho đến khi Quốc hội tạo ra các điều khoản luật lệ khác dành cho họ.
Từ 1901 đến 1905, trong một loạt quan điểm được biết đến như "các trường hợp của vùng quốc hải", Tối cao Pháp viện Hoa Kỳ nêu rằng Hiến pháp Hoa Kỳ được nới rộng ex proprio vigore đến các lãnh thổ lục địa. Tuy nhiên, tòa án trong các trường hợp này cũng thiết lập ra học thuyết về sự hợp nhất lãnh thổ mà theo đó Hiến pháp chỉ áp dụng hoàn toàn tại các lãnh thổ hợp nhất thí dụ như Lãnh thổ Alaska và Lãnh thổ Hawaii, và chỉ một phần tại các lãnh thổ chưa hợp nhất như Puerto Rico, Guam và Philippines.

## Danh sách của lãnh thổ chưa hợp nhất

### Hiện tại
| Lãnh thổ                 | Dân số           | Diện tích     |
| ------------------------ | ---------------- | ------------- |
| Samoa thuộc Mỹ           | 55.519           | 197,1 km²     |
| Guam                     | 159.358          | 541,3 km²     |
| Quần đảo Bắc Mariana     | 53.883           | 463,63 km²    |
| Puerto Rico              | 3.706.690        | 9.104 km²     |
| Quần đảo Virgin thuộc Mỹ | 109.750          | 346,36 km²    |
| Đảo Baker                | không có người ở | 2,1 km²       |
| Đảo Howland              | không có người ở | 1,8 km²       |
| Đảo Jarvis               | không có người ở | 4,5 km²       |
| Đảo Johnston             | không có người ở | 2,67 km²      |
| Đảo đá Kingman           | không có người ở | 76 km²        |
| Đảo Midway               | không có người ở | 6,2 km²       |
| Đảo Navassa              | không có người ở | 5,2 km²       |
| Đảo Wake                 | 120              | 7,38 km²      |
| Tổng số                  | 4.085.320        | 12.272,24 km² |
| Lãnh thổ                 | Dân số           | Diện tích     |

#### Có người ở
- Samoa thuộc Mỹ
- Guam
- Quần đảo Bắc Mariana
- Puerto Riconote 1
- Quần đảo Virgin thuộc Mỹ
- Đảo Wake

#### Không người ở
- Đảo Baker
- Đảo Howland
- Đảo Jarvis
- Đảo Johnston
- Đảo đá Kingman
- Đảo Midway (được quản lý như một khu hoang dã quốc gia)
- Đảo Navassa

### Cựu lãnh thổ
- Khu kênh đào Panama — cùng kiểm soát với Panama từ năm 1979 đến 1999; trả lại hoàn toàn cho Panama từ 31 tháng 12 năm 1999.
- Philippines — độc lập từ 1946
- Lãnh thổ Ủy thác Quần đảo Thái Bình Dương bao gồm các quốc gia sau trừ Quần đảo Bắc Mariana.
  - Quần đảo Marshall — độc lập từ 1986
  - Liên bang Micronesia — độc lập từ 1986
  - Palau — độc lập từ 1994

## Lịch sử
11 tháng 4 năm 1899
Hiệp định Paris năm 1898 có hiệu lực bàn giao Guam, Philippines, và Porto Rico từ tay Tây Ban Nha sang cho Hoa Kỳ. Cả ba vào lúc đó trở thành các lãnh thổ chưa hợp nhất và chưa được tổ chức.
2 tháng 4 năm 1900
Đạo luật Foraker ra đời nhằm mục đích tổ chức Puerto Rico.
7 tháng 6 năm 1900
Hoa Kỳ chiếm giữ một phần Quần đảo Samoa được trao cho Hoa Kỳ theo Hiệp ước Berlin năm 1899, thành lập lãnh thổ chưa hợp nhất và chưa tổ chức Samoa thuộc Mỹ.
1 tháng 4 năm 1901
Emilio Aguinaldo, lãnh tụ của Philippines trong Chiến tranh Philippine-Mỹ, đầu hàng. Việc này đã giúp cho Hoa Kỳ thành lập một chính quyền dân sự.
29 tháng 8 năm 1916
Đạo luật tự trị Philippine hay còn gọi là Luật Jones được ký kết với lời hứa cho phép Philippines độc lập.
2 tháng 3 năm 1917
Đạo luật Jones-Shafroth tái tổ chức Puerto Rico. Đạo luật này trao quyền công dân Hoa Kỳ cho tất cả công dân của Puerto Rico.
31 tháng 3 năm 1917
Hoa Kỳ tiếp quản Quần đảo Virgin thuộc Mỹ theo các điều khoản của một hiệp ước ký kết với Đan Mạch.
17 tháng 5 năm 1932
Tên Porto Rico được đổi sang Puerto Rico.
24 tháng 3 năm 1934
Đạo luật Tydings-McDuffie được ký kết cho phép thành lập Thịnh vượng chung Philippines.
4 tháng 7 năm 1946
Hoa Kỳ công nhận nền độc lập của Philippines.
14 tháng 7 năm 1947
Liên hiệp quốc trao Lãnh thổ Ủy thác Quần đảo Thái Bình Dương cho Hoa Kỳ. Lãnh thổ này bao gồm phần lớn nhiều quần đảo có xảy ra trận chiến trong Chiến tranh thế giới thứ hai, gồm có các đảo mà ngày nay là Quần đảo Marshall, Liên bang Micronesia, Quần đảo Bắc Mariana, và Palau. Đây là phần đất ủy thác, không phải là một lãnh thổ.
1 tháng 7 năm 1950
Đao luật tổ chức Guam có hiệu quả tổ chức Guam thành một lãnh thổ chưa hợp nhất.
25 tháng 7 năm 1952
Puerto Rico trở thành một Thịnh vượng chung của Hoa Kỳ, một lãnh thổ có tổ chức nhưng chưa hợp nhất, với việc thông qua bản hiến pháp riêng của nó.
22 tháng 7 năm 1954
Đạo luật tổ chức cho Quần đảo Virgin thuộc Mỹ có hiệu lực và quần đảo trở nên một lãnh thổ được tổ chức nhưng chưa hợp nhất của Hoa Kỳ.
1 tháng 7 năm 1967
Hiến pháp của Samoa thuộc Mỹ có hiệu lực. Mặc dù không có Đạo luật tổ chức nào được thông qua nhưng việc chuyển sang chính quyền tự quản đã biến Samoa thuộc Mỹ tương tự như một lãnh thổ có tổ chức.
1 tháng 1 năm 1978
Quần đảo Bắc Mariana rời Lãnh thổ Ủy thác Quần đảo Thái Bình Dương để trở thành một thịnh vượng chung của Hoa Kỳ và nó trở thành một lãnh thổ có tổ chức nhưng chưa hợp nhất.
21 tháng 10 năm 1986
Quần đảo Marshall được độc lập khỏi Lãnh thổ Ủy thác Quần đảo Thái Bình Dương mặc dù việc ủy thác của Liên hiệp quốc theo kỹ thuật chưa kết thúc cho đến ngày 22 tháng 12 năm 1990.
3 tháng 11 năm 1986
Liên bang Micronesia được độc lập khỏi Lãnh thổ Ủy thác Quần đảo Thái Bình Dương, và vẫn giữ liên kết tự do với Hoa Kỳ.
22 tháng 12 năm 1990
Liên hiệp quốc chấm dứt Lãnh thổ Ủy thác Quần đảo Thái Bình Dương đối với tất cả ngoài khu Palau.
25 tháng 5 năm 1994
Liên hiệp quốc chấm dứt Lãnh thổ Ủy thác Quần đảo Thái Bình Dương đối với khu Palau, kết thúc lãnh thổ và giúp cho Palau trên thực tế gần như độc lập vì nó không còn là một lãnh thổ của Hoa Kỳ.
1 tháng 10 năm 1994
Palau được độc lập de jure nhưng vẫn duy trì liên kết tự do với Hoa Kỳ.